# Benthochromis tricoti
Benthochromis tricoti – gatunek słodkowodnej ryby z rodziny pielęgnicowatych (Cichlidae). Hodowana w akwariach.

## Występowanie
Endemit jeziora Tanganika w Afryce Wschodniej. Jest gatunkiem rzadkim, ale szeroko rozprzestrzenionym, głębokowodnym – występuje na głębokościach od 40 do 150 m.

## Opis
Ciało wrzecionowate, bocznie spłaszczone. Osiąga do 16 cm długości.
Ryby spokojne, towarzyskie. Mogą przebywać w akwariach wielogatunkowych odpowiedniej wielkości.
Dymorfizm płciowy: samiec intensywnie ubarwiony, z żółtym podgardlem, samica jednolicie szara.
| Zalecane warunki w akwarium | Zalecane warunki w akwarium |
| --------------------------- | --------------------------- |
| Zbiornik                    | minimum 120 cm, głębokie    |
| Temperatura wody            | 25–28 °C                    |
| Twardość wody               | twarda 8–25°n               |
| Skala pH                    | 7,5–8,5                     |
| Pokarm                      | żywy, mrożony i suchy       |